# 태평양 지진해일 경보 센터

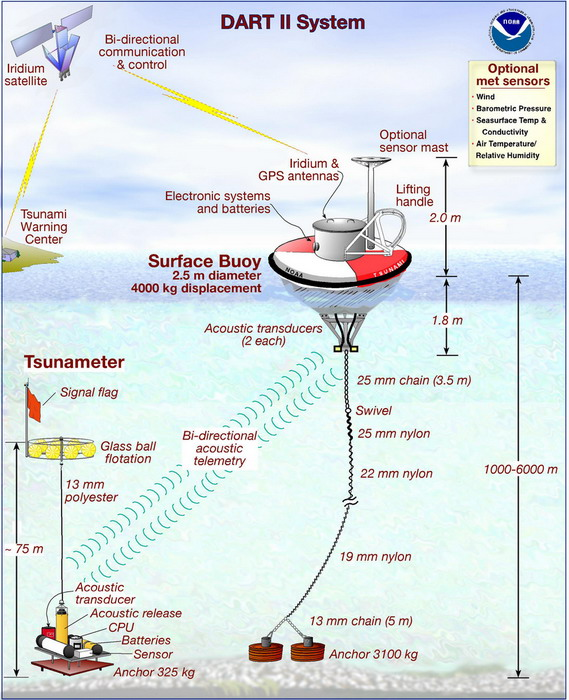
다트 II 시스템의 그림

태평양 쓰나미 경보 센터(Pacific Tsunami Warning Center, PTWC)는 미국의 해양대기청이 운영하는 두 개의 지진해일 경보 센터 가운데 하나이다. 하와이주 오아후섬 에바(Ewa) 비치에 본사를 두고 있는 이 경보 센터는 지진해일 경보 시스템(TWS) 프로그램의 일부이며 태평양에 있는 참가국과 그 밖의 다른 나라에 정보를 제공하고 경고를 발령하는 업무를 담당한다. 이 센터는 하와이주의 지역 경고 센터이다.
해양대기청이 운영하는 다른 경보 센터로는 서부 해안 및 알래스카 지진해일 경보 센터(WCATWC)가 있다.

## 제공
지진 자료에 따라 쓰나미 센터는 다음과 같은 정보를 제공한다:
- 지진해일 정보 게시: 위협은 있으나 해일이 태평양을 거칠 증거는 없다.
- 지진해일 감시: 지진으로 인하여 해일이 일어날 가능성이 있다.
- 지진해일 경고: 태평양 지역에 해일이 일어날 조건이 매우 충분하다.